# Ingeborg Nilsson (konstnär)
Ingeborg Nilsson-Sjöberg, född 18 april 1942 i Jarocin, Polen, är en svensk målare och tecknare.
Nilsson växte upp i Tyskland där hon studerade vid Die Form i München 1959 och vid Akademie der bildenden Künste i Nürnberg samt i Florens 1960–1964. Hon bosatte sig i Sverige 1964. Hon medverkade i vårutställningen på Charlottenborg och i Skånes konstförenings Höstsalonger och på Liljevalchs konsthall i Stockholm och Teckningstriennalen i Landskrona. Bland hennes offentliga arbeten märks ett emaljarbete vid Malmö centralstation och två väggmålningar på Västra skolan i Malmö. Hon har tilldelats Limhamns konstförenings stipendium 2004 och Statliga kulturstipendier ett flertal gånger. Som illustratör har hon illustrerar diktöversättningar av Jan Östergren. Hennes konst består av en färgsprakande expressionism med motiven människor, djur, maskerader och cirkus. Nilsson är representerad vid Malmö museum, Malmö konstnämnd, Malmöhus läns landsting och Västerbottens läns landsting och Kulturhuset Keckemet i Ungern.